# 艾吉巴斯頓水廠
艾吉巴斯頓水廠（英語：Edgbaston Waterworks）是英格蘭伯明罕的一座水廠，建於1870年，其建築由建築師約翰·亨利·張伯倫和威廉·馬丁設計。
現今其發動機房、鍋爐房和煙囪皆為英國二級登錄建築。

## 影響
由於英國作家J·R·R·托爾金童年時期曾在艾吉巴斯頓居住過，對包括艾吉巴斯頓水廠在內的當地建築很熟悉；因此有人推測艾吉巴斯頓水廠和佩羅特的荒謬高塔可能就是托爾金作品中「雙塔」的靈感來源。

## 外部連結
- 關於其詳細資料（217751），英格蘭圖庫，英格蘭遺產委員會

52°28′33″N 1°56′01″W / 52.4758°N 1.9336°W